# Senecio garlandii
Senecio garlandii là một loài thực vật có hoa trong họ Cúc. Loài này được F.Muell. ex Belcher miêu tả khoa học đầu tiên năm 1986.